# The Wrestler
The Wrestler er en amerikansk dramafilm fra 2008 instrueret af Darren Aronofsky og har Mickey Rourke i hovedrolle som wrestleren Randy "The Ram" Robinson.
Filmen vandt Guldbjørnen i Berlin.

## Medvirkende
- Mickey Rourke som Randy "The Ram" Robinson
- Marisa Tomei som Pam / Cassidy
- Evan Rachel Wood som Stephanie Ramzinski
- Todd Barry som Wayne
- Ernest Miller som Bob / "The Ayatollah"

## Ekstern henvisning
- The Wrestler på Internet Movie Database (engelsk)
- The Wrestler på Filmdatabasen
- The Wrestler på Scope
- The Wrestler i Svensk Filmdatabas (svensk)
- The Wrestler på AlloCiné (fransk)
- The Wrestler på MovieMeter (nederlandsk)
- The Wrestler på AllMovie (engelsk)
- The Wrestler hos American Film Institute (engelsk)
- The Wrestler på Turner Classic Movies (engelsk)
- The Wrestler på The Movie Database (engelsk)

1. ↑  Navnet er anført på engelsk og stammer fra Wikidata hvor navnet endnu ikke findes på dansk.